# Frustración

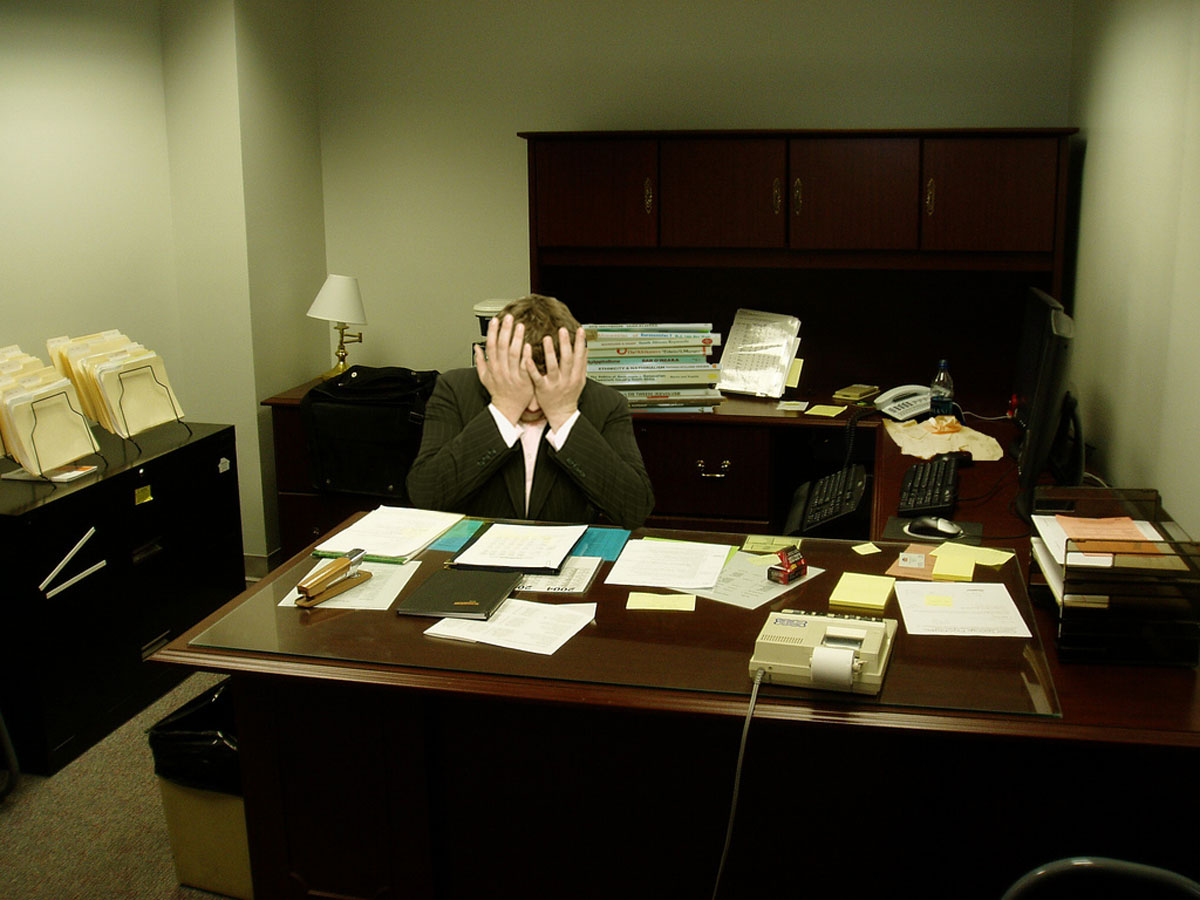
Un hombre frustrado sentado en un escritorio.

La frustración es una respuesta emocional común a la oposición, relacionada con la ira y la decepción, que surge de la percepción de resistencia al cumplimiento de la voluntad individual. Cuanto mayor sea la obstrucción y la voluntad, y cuanto más sensible sea el individuo a los conflictos, habrá mayor probabilidad de frustración. La causa de la frustración puede ser interna o externa.
Una fuente interna de frustración es tener objetivos contrapuestos que interfieran unos con otros, puede crear una disonancia cognitiva. Las causas externas de la frustración implican condiciones fuera de un individuo, como un camino bloqueado o una tarea difícil. Mientras que para hacer frente a la frustración algunas personas participan en el comportamiento pasivo-agresivo, lo que hace difícil identificar las causas originales de su frustración, ya que las respuestas son indirectas, una respuesta más común es la propensión a la agresión directa.